# András Németh
 (août 2025).
András Németh, né le 9 novembre 2002 au Cap, est un footballeur international hongrois qui évolue au poste d'attaquant au Hambourg SV.

## Biographie

### Carrière en club
Né au Cap, en Afrique du Sud, d'un père hongrois et d’une mère sud-africaine, András Németh grandit dans le pays de son père et commence à jouer au foot au Vasas SC,,,.
Terminant sa formation au KRC Genk en Belgique,, Németh y commence sa carrière professionnelle en prêt au Lommel SK, en deuxième division, avant de revenir faire ses premiers pas à Genk,,.

### Carrière en sélection
En novembre 2022, András Németh est convoqué pour la première fois avec l'équipe nationale de Hongrie. Il honore sa première sélection le 17 novembre 2022, à l'occasion d'un match amical contre le Luxembourg. Il remplace Martin Ádám et marque un but lors du match nul 2-2 à l'extérieur de son équipe,.